# Louis Botha
Louis Botha (født 27. september 1862, død 27. august 1919) var en afrikaner som blev den første statsminister i Unionen Sydafrika, forløberen til dagens sydafrikanske stat.

## Liv og arbejde
Han blev medlem af parlamentet i Transvaal i 1897 som repræsentant for Vryheid. To år senere kæmpede Botha i anden boerkrig, indledningsvis under Lucas Meyer i det nordlige Natal, og senere som general i ledelsen ved Colenso og Spion Kop. Da Petrus Jacobus Joubert døde, blev han øverstkommanderende for Transvaals boere, hvor han demonstrerede sine evner igen ved Belfast-Dalmanutha. Efter Pretorias fald ledede han et konsentreret guerillafelttog mod briterne sammen med Koos de la Rey og Christiaan de Wet. Succesen til hans tiltag, blev set i den jævne modstand som boerne tilbød helt til krigen sluttede efter tre år.
Han var den største repræsentant til sine landsmænd i fredsforhandlingerne i 1902. Efter at Transvaal fik selvstyre i 1907, blev general Botha bedt om, at danne en regering, og foråret samme år deltog han i en konference for kolonielle statsministre som blev holdt i London. Under hans besøg i England ved denne anledning, erklærede Botha Transvaals helhjertede adhæsion til det britiske imperium, og hans intentioner med at arbejde for landets velfærd uafhængig af racemodsætninger. På denne tid henviste dette til boere/afrikanere som en separat race fra britiske sydafrikanere.
I denne rekonstruktionsperiode under britisk styre, rejste Botha til Europa med de Wet og de la Rey for at samle penge ind som kunne gøre boerne i stand til at genoptage sine tidligere mindre sysler. Botha som blev set på som boerfolkets leder, indtog en fremtrædende rolle i politikken og talte altid for de tiltag som han regnede ville sørge for fred og god orden og Transvaals reetablering af velstand. 
Han blev statsminister i Transvaal den 4. marts 1907. Sammen med en anden boerkrigshelt, Jan Smuts, dannede han South African Party, eller SAP. Botha blev vidt udbredt set på som for forsonende med Storbritannien og stod ovenfor oprør indenfra eget parti og fra oppositionen under James Barry Munnik Hertzogs National party. Da Sydafrika fik status som domæne i 1910, blev Botha den første statsminister i Unionen Sydafrika.
Efter første verdenskrig startede, sendte han styrker for at tage Tysk Sydvestafrika, et træk som var upopulært blandt boerne som fremprovokerede boeroprøret.
I slutningen af krigen ledede han for en kort tid en britisk militæropstand til den anden polske republik under den polsk-sovjetiske krig. Han hævede, at betingelserne i Versaillestraktaten var for hårde mod aksemagterne, men underskrev traktaten.

## Galleri
- Louis Botha
- Louis Botha som Kommandantgeneral